# Azatavan
Azatavan (en arménien Ազատավան ) est une communauté rurale du marz d'Ararat en Arménie. En 2008, elle compte 3 047 habitants.